# یون پلژنیک
یون پلژنیک (اوکراینی: Плужник Євген Павлович؛ dec 14 [سبک قدیمی: dec 26] 1898 – ۲ فوریهٔ ۱۹۳۶) شاعر، playwright and translator اهل اتحاد جماهیر شوروی سوسیالیستی بود. وی بین سال‌های ۱۹۲۴ تا ۱۹۳۶ میلادی فعالیت می‌کرد.